# Croton sipaliwinensis
Espèce
Croton sipaliwinensis est une espèce de plantes à fleurs du genre Croton et de la famille des Euphorbiaceae, présente du sud du Venezuela au sud du Suriname.